# 圣经蝎属
圣经蝎属（学名：Akrav）是圣经蝎科下的一个属。

## 下属物种
本属包括以下物种：
- 圣经蝎 Akrav israchanani Levy, 2007